# Международная гостиница и башня Трампа (Чикаго)
Международный отель и башня Трампа — Чикаго (англ. Trump International Hotel and Tower) — отель-небоскрёб в Чикаго (штат Иллинойс), который является вторым по высоте зданием в Чикаго и пятым в США. Известен также как Башня Трампа Чикаго (англ. Trump Tower Chicago), в пределах города небоскрёб называют просто Башня Трампа (англ. Trump Tower). Здание, названное по имени Дональда Трампа, было спроектировано архитектором Адрианом Смитом из фирмы Skidmore, Owings & Merrill. Компания-подрядчик Bovis Lend Lease построила 92-этажное здание, высотой 423 метра до верхушки шпиля. Высота до крыши составила 360 метров. Здание расположено на берегу реки Чикаго рядом с местом впадения реки в озеро Мичиган.
В 2001 году Трамп объявил, что небоскрёб станет самым высоким зданием в мире, но после террористических актов 11 сентября 2001 года планы строительства были сокращены, и конструкция башни претерпела некоторые изменения. Построенное в 2009 году, здание стало вторым по высоте в США после чикагского же небоскрёба Уиллис-тауэр. Рекорд превзойден в 2013 году после завершения постройки Всемирного торгового центра в Нью-Йорке. Башня Трампа опередила Джон Хэнкок Центр в Чикаго, как здание с самыми высокими в мире жилыми помещениями (от уровня земли) и удерживала этот титул до завершения строительства Бурдж Халифа в Дубае. В настоящее время это тридцать второе по высоте здание в мире.

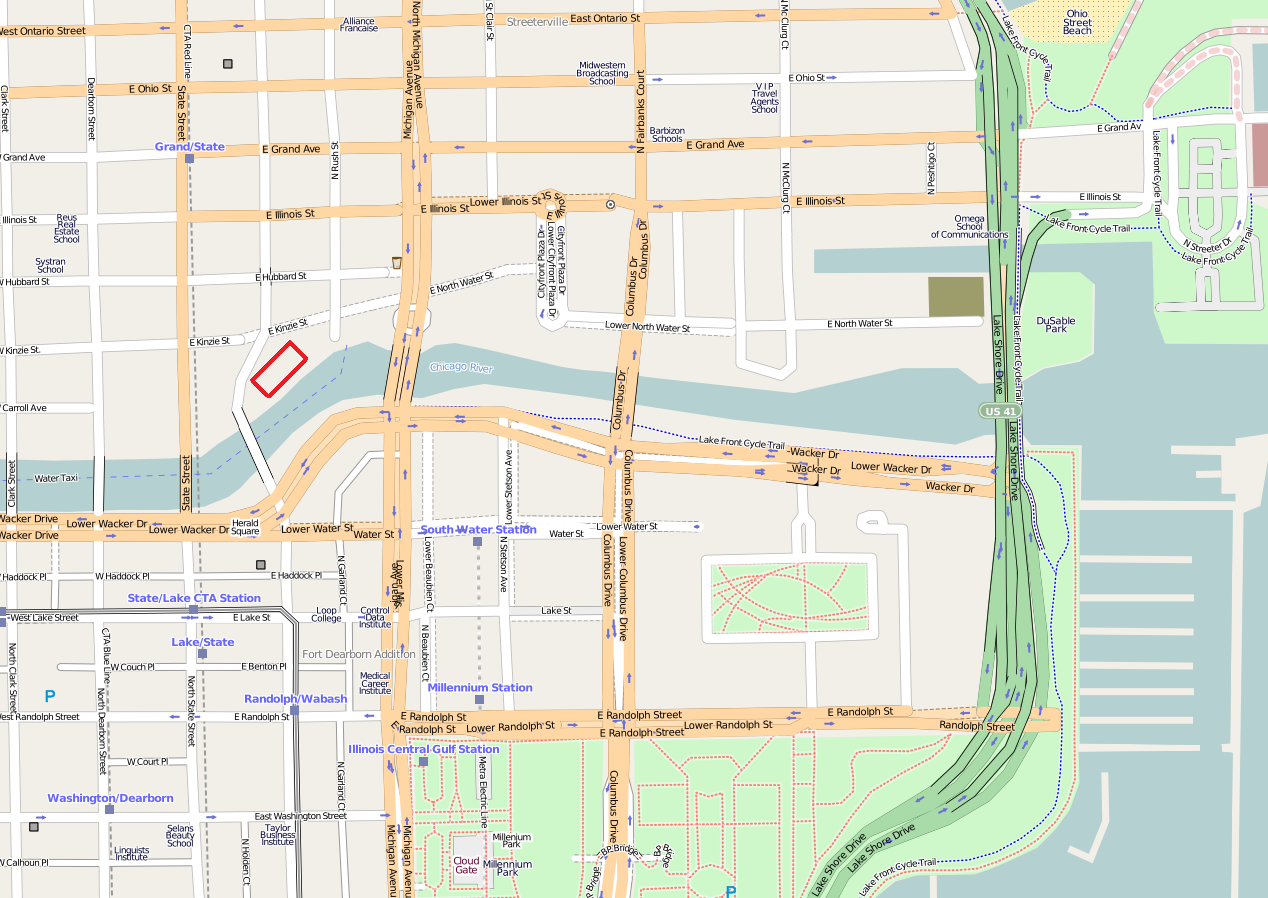
Месторасположение Trump Tower

Проект здания включает в себя (снизу вверх) торговые помещения, гараж, гостиницу, и кондоминиумы. Гостиница на 339 номеров была открыта 30 января 2008 года с ограниченным функционалом. 28 апреля того же года состоялось торжественное открытие с полным набором услуг. Ресторан на 16 этаже, под названием Sixteen («Шестнадцать»), был открыт в начале 2008 года. Отель является одним из четырех отелей в Чикаго, имеющим оценку в 4-5 звезд. Ресторан является одним из девяти ресторанов в городе с 4-или 5-звездочным рейтингом, согласно Forbes Travel Guide (бывший Mobil Travel Guide). Стоимость возведения обошлась в $ 847 млн долларов.

## Местоположение
Башня находится на 401 Норт Вабаш авеню в River North Gallery District. Здание занимает место, где раньше находилась редакция Chicago Sun-Times, одной из крупнейших газет города. Район известен высокой концентрацией художественных галерей начиная с 1980-х. Здесь же начинается улица Rush Street и находится северное побережье реки Чикаго. Башня Трампа находится близко к многочисленным чикагским достопримечательностям и граничит с Michigan-Wacker District, входящим в государственный список исторических мест. Частично здание видно из всех уголков города, полностью оно видно по всей судоходной части реки, а также из восточной части реки, включая устье озера Мичиган, путепровод Lake Shore Drive и мост Columbus Drive.
Через реку от башни, у моста по Уобаш-авеню, располагается скамейка, на которой Данила ждал Виктора в фильме «Брат 2», а также Семнадцатая сайентистская церковь Христа — признанный[кем?] памятник модернизма.

## Архитектура здания

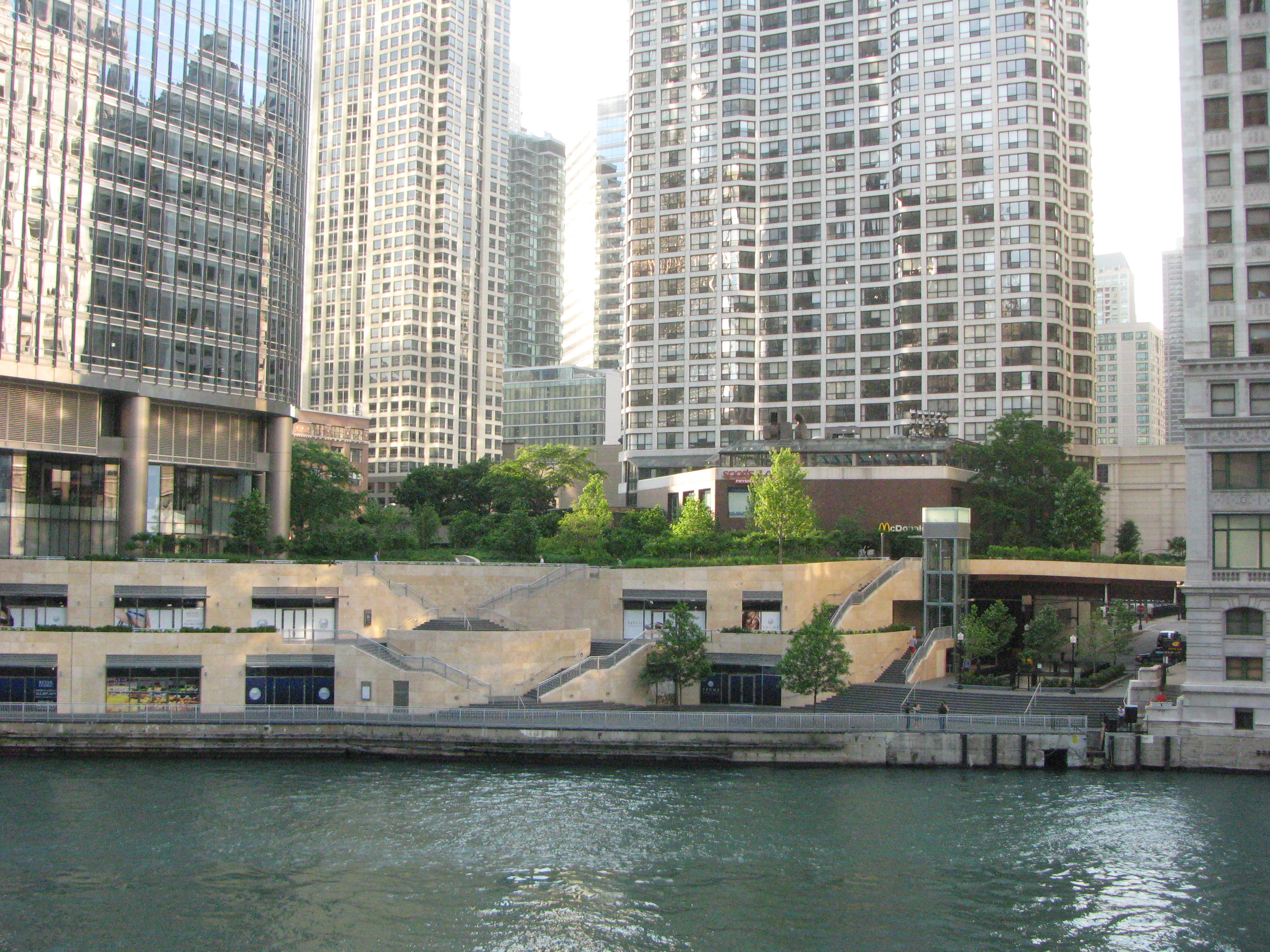
Парк на набережной, между Wrigley Building (справа) и Башней Трампа (слева)

Небоскреб состоит из трёх частей (каждая из них наз. setback), что в стиле архитектуры зданий Чикаго. Высота каждой части находится на уровне соседнего здания, чтобы обеспечить визуальную преемственность с окружающим ландшафтом. Так, крыша первой части на восточной стороне здания выровнена под карниз Wrigley Building на востоке, вторая (на западной стороне) — выровнена под River Plaza на севере и Marina City Towers на западе. Третья часть — под 330 North Wabash building (ранее известный как IBM Plaza). При строительстве использовалось стекло с низкой излучательной способностью.
Здание занимает площадь 2 600 000 квадратных футов (242000 м²), имеет 92 этажа, и вмещает 486 роскошных жилых кондоминиумов. Они включают студии, апартаменты с числом спален от одной до четырех и пять пентхаусов. Имеется роскошный отель с 339 номерами. А также торговые помещения, гараж, гостиница, и кондоминиумы. С 3-го по 12-й этажи находятся лобби, пространства для розничной торговли и гараж. На 14-м этаже располагается оздоровительный клуб и спа. С 17-го по 21-й — отели и исполнительные залы. С 28-го по 85-й — кондоминиумы, а с 86-го до 89-й находятся пентхаусы.
Сооружение парка набережной площадью 1,2-акра (4900 м²), вдоль 500-футового (150 м) пространства в районе, прилегающем к зданию с востока было завершено к началу осени 2009 года.
Здание имеет самые высоко расположенные жилые помещения в мире, опередив по этому показателю близлежащий John Hancock Center, который удерживал рекорд с 1969 года. Башня Трампа не оспаривает рекорд 80-этажного здания Q1 Tower в Голд-Кост, Австралия, высотой 322,5 метра (1058 футов), и которое является самым высоким полностью жилым зданием мира.

## Особенности

### Рестораны

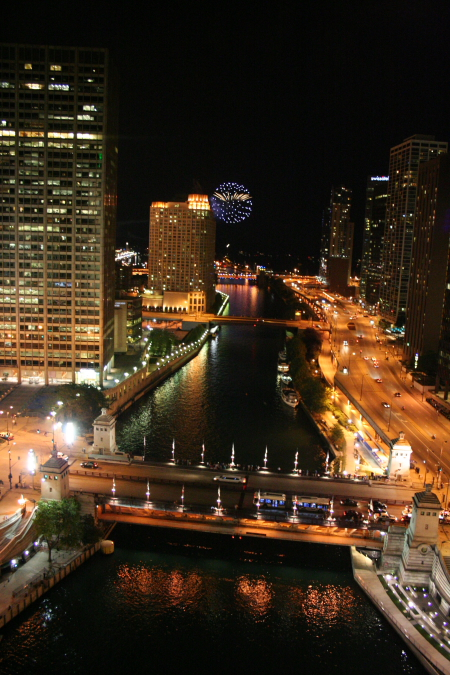
Вид из окна ресторана Sixteen

Ресторан «Sixteen» был открыт в начале февраля 2008 года, открытая терраса во внутреннем дворике — «The Terrace at Trump» — открылась 25 июня 2009 года. Ресторан получил положительные отзывы за кухню, декор, расположение, архитектуру и внешний вид. Дизайнер Джо Валерио описывает архитектуру ресторана как последовательность пространств, которые появляются не сразу, а одно за другим. Лауреат Пулитцеровской премии, архитектурный критик Chicago Tribune Блэр Камин высоко оценил вид из окна на башню с часами Wrigley Building и аркбутаны Tribune Tower. Камин отмечает, что открывающаяся там панорама «более интимна», чем вид из Signature Room, ресторана в верхней части башни Джона Хэнкока. Главная часть ресторана — Tower Room, обеденный зал с 30-футовым (9,1 м) куполообразным потолком, обшитым западноафриканским деревом. Купол оснащен люстрами Swarovski и включает в себя зеркала, чтобы произвести впечатление на каждого посетителя. Терраса, об открытии которой было сообщено в Reuters, имеет вид на реку Чикаго и озеро Мичиган. 18 апреля 2008 года на цокольном этаже был открыт бар под названием Rebar.

### Спа
В конце марта 2008 года был открыт спа-центр «The Spa at Trump» площадью 2100 м². Имеет фитнес-центр с крытым бассейном, одиннадцать комнат для процедур, отдельные помещения для новобрачных, швейцарский душ и сауну. The Citysearch назвал его «Бентли среди спа-центров». Chicago Tribune посчитало, что центр можно использовать как для лечения так и непосредственно в качестве спа. В «The Spa at Trump» можно добраться по винтовой лестнице внутри отеля, что позволяет добраться в специальные номера спа без использования лифта.

## История

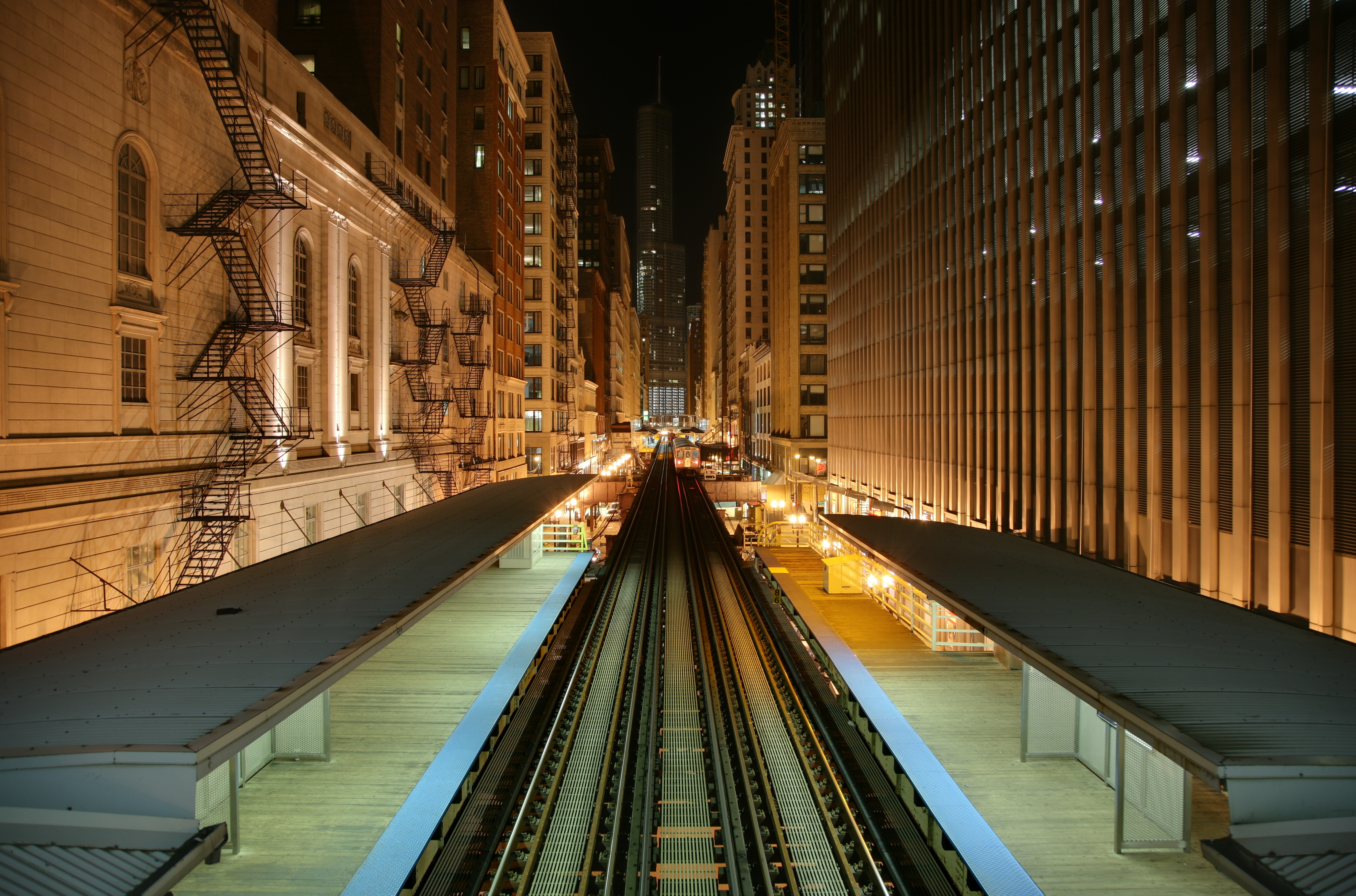
Вид из Chicago Transit Authority

В июле 2001 года, когда Дональд Трамп объявил о планах по территории бывшего семиэтажного Sun-Times Building, ожидалось, что башня достигнет высоты 460 метров, что сделало бы её самым высоким зданием в мире. Жилая площадь должна была быть 223 тыс. и 288 тыс. м², стоимость около 77 миллионов долларов только за право собственности. Были рассмотрены предложения трёх архитектурных фирм: Lohan Associates, Kohn Pedersen Fox Associates, and Skidmore, Owings and Merrill. В августе 2001 года Трамп выбрал Skidmore, Owings и Merrill. Адриан Смит, который ранее спроектировал небоскрёб Цзинь Мао, возглавлял команду Skidmore. Та же фирма также спроектировала Уиллис тауэр и центр Джона Хэнкока.
После террористических актов 11 сентября 2001 плановая высота здания была сокращена до 78 этажей и 327 метров, чтобы уменьшить риск подобной атаки. Журнал Time сообщал, что встреча между Смитом и Трампом о возведении в самого высокого здания мира в Чикаго прошла одновременно с нападениями на башни в Нью-Йорке. Некоторые из международных источников новостей позже утверждали, что планируемая высота башни была снижена до 270 метров, хотя по первоначальным планам планировалось 150-этажное здание, которое достигло бы высоты 610 метров (2000 футов).
Дизайн 327-метрового здания был закончен в декабре 2001 года. Однако первый проект не получил одобрение от других архитекторов и жителей Чикаго. В июле 2002 года проект был пересмотрен, теперь он сильно напоминал окончательный проект. По этому проекту предусматривалось строительство 86-оэтажной башни со служебными и жилыми помещениями. По планам Смита на 2002 год планировалось установить спутниковые тарелки в верхней части здания. По пересмотренному плану 90-этажного, 343-метрового здания, в сентябре 2003 года, здание включало кондоминиумы, офисные помещения, отель, магазины и рестораны. По другому плану, январь 2004, офисные помещения с 17-го по 26-й этаж были заменены на отель и жилые помещения. В мае 2004 было решено поставить шпиль вместо спутниковых тарелок. В конце концов, Смит остановился на дизайне здания высотой 415 метров. Эта высота делает башню второй по высоте в США после Уиллис тауэр.
Строительство началось 17 марта 2005 года и продолжалось несмотря на ряд препятствий. В апреле начались работы по обустройству фундамента. Компанией-подрядчиком выступила Bovis Lend Lease, известная своей работой над Парижским Диснейлендом, Petronas Towers, а также Тайм-Уорнер-Центр. Установка шпиля была завершена 3 января 2009 года. Архитектурный критик Камин выразил сожаление, что шпиль эстетически не дополняет здание.

## В популярной культуре

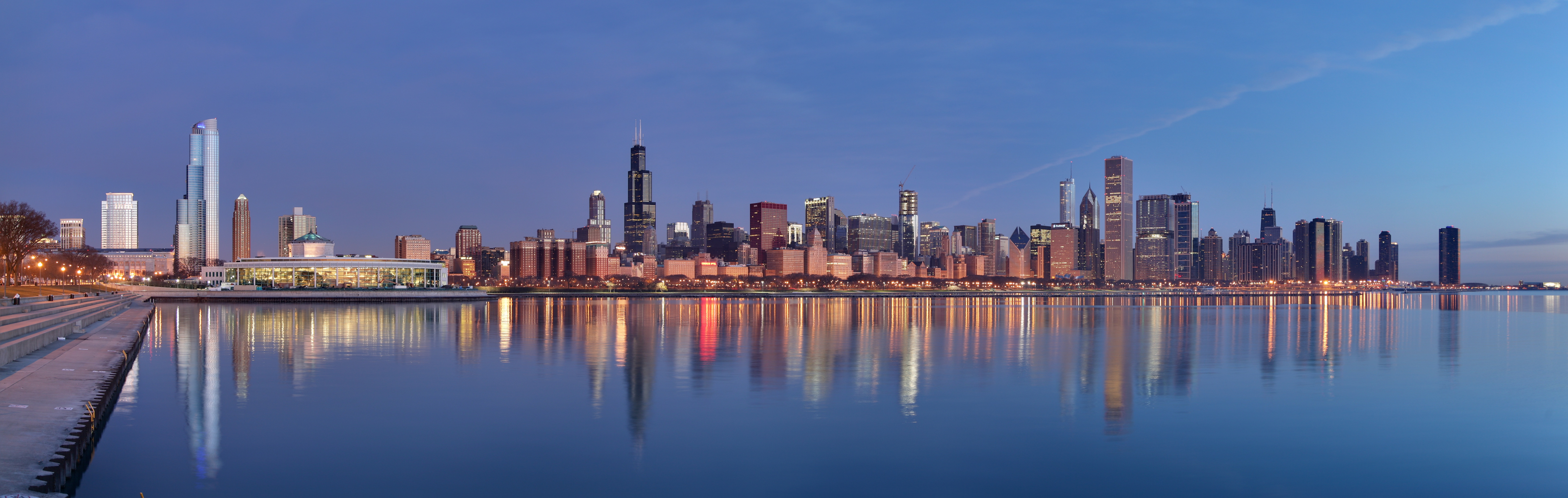
Вид на даунтаун Чикаго на рассвете

Планирование и реорганизация здания получили огласку в местных и национальных средствах массовой информации как до, так и при его строительстве. Например:
- 19 сентября 2007 г. Trump International Hotel and Tower появился в эпизоде Discovery Channel в серии Build It Bigger, озаглавленном «башня повышенного риска».[34]
- В финальной сцене противостояния Бэтмена и Джокера в фильме 2008 года «The Dark Knight» был кадр с частично построенным зданием.[35]
- Также башня — одно из мест действия в фильме «Трансформеры 3: Тёмная сторона Луны»[36].

## Галерея

Эволюция строительства Trump Tower
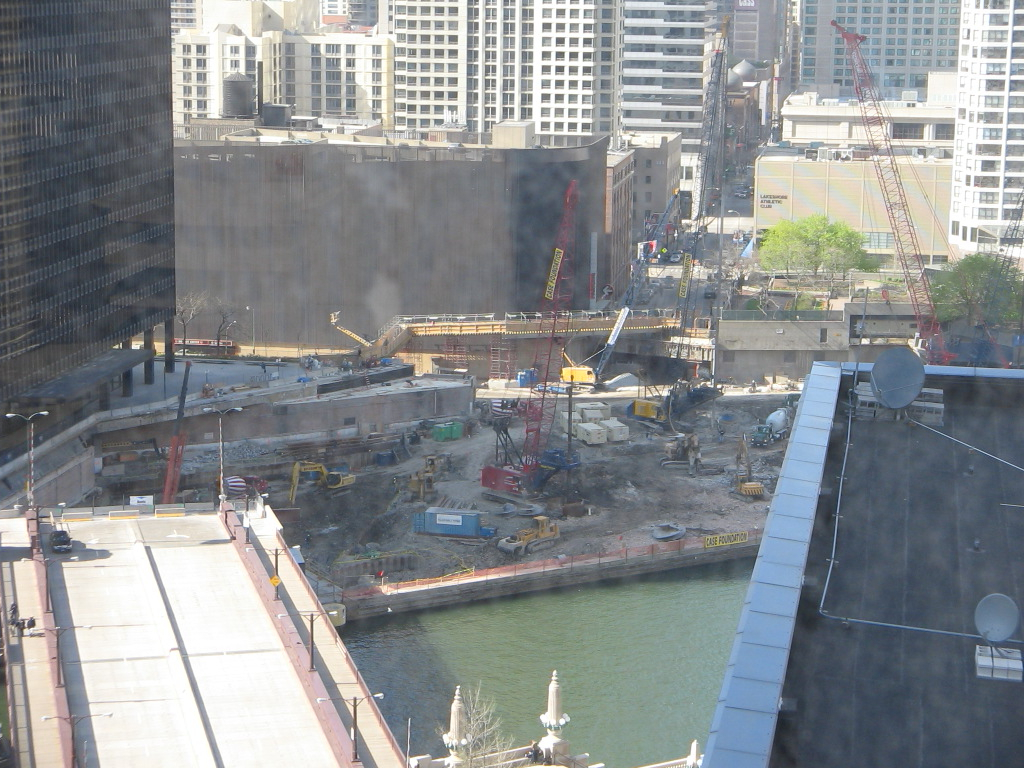
21 апреля 2005
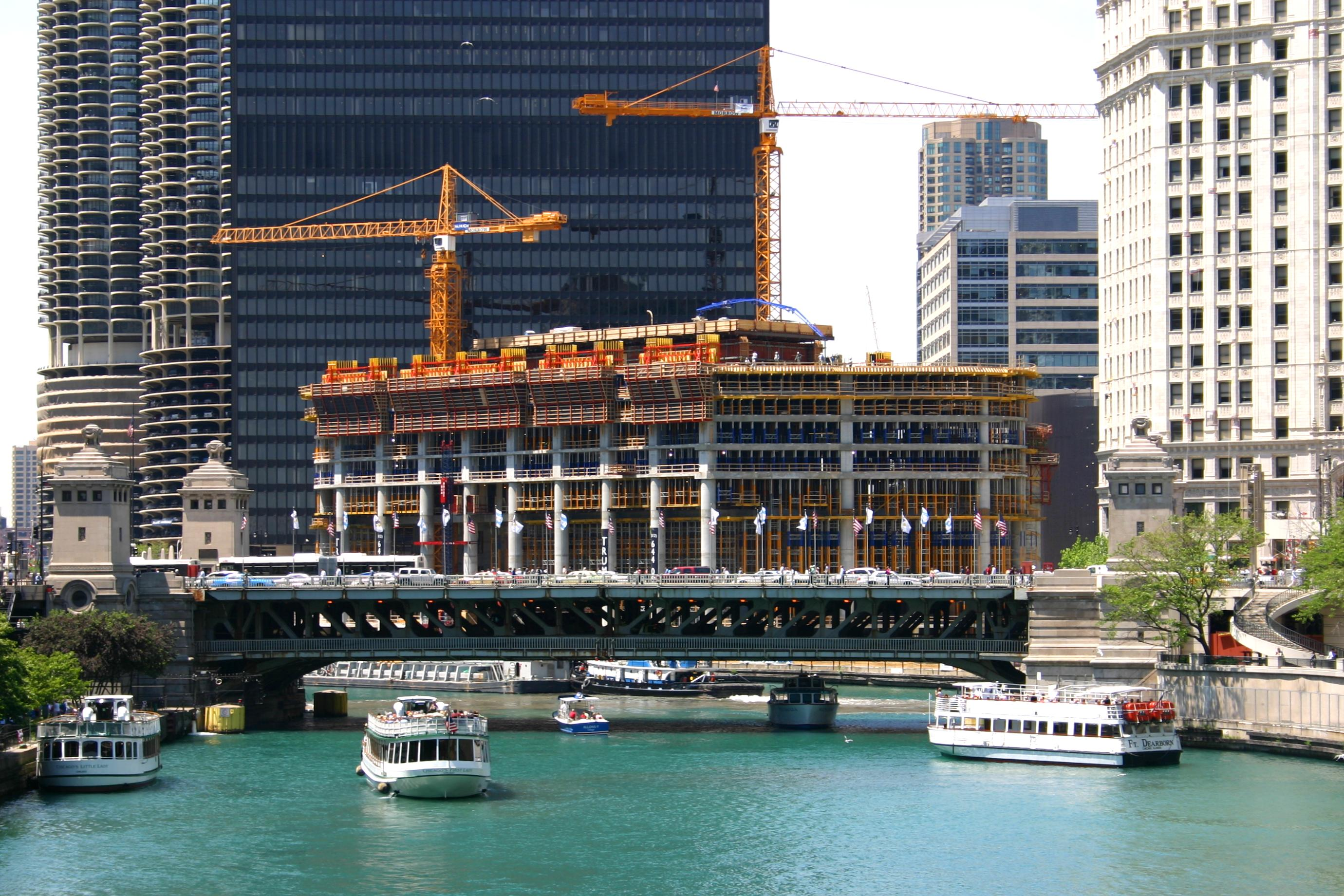
Июнь 2006
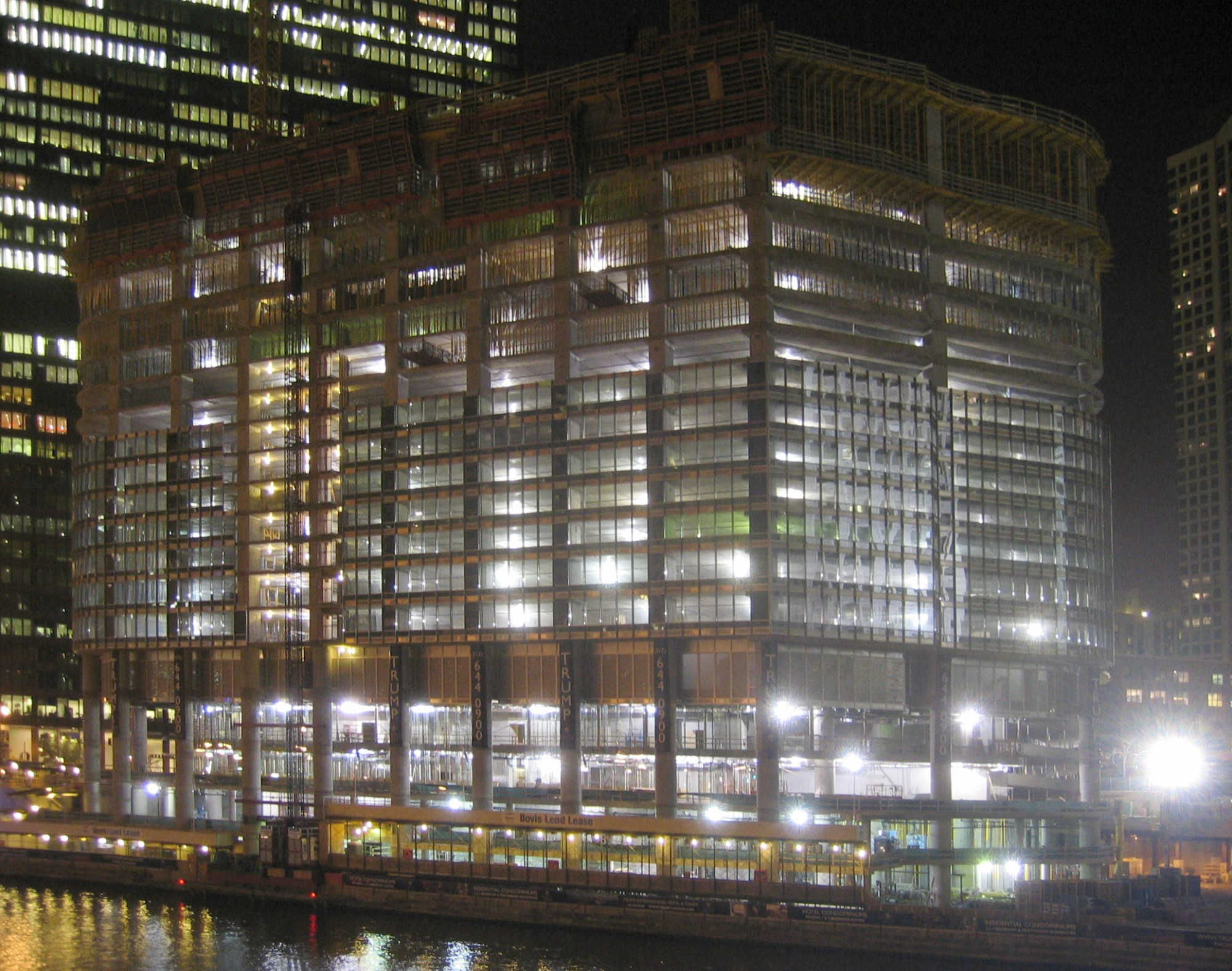
Октябрь 2006
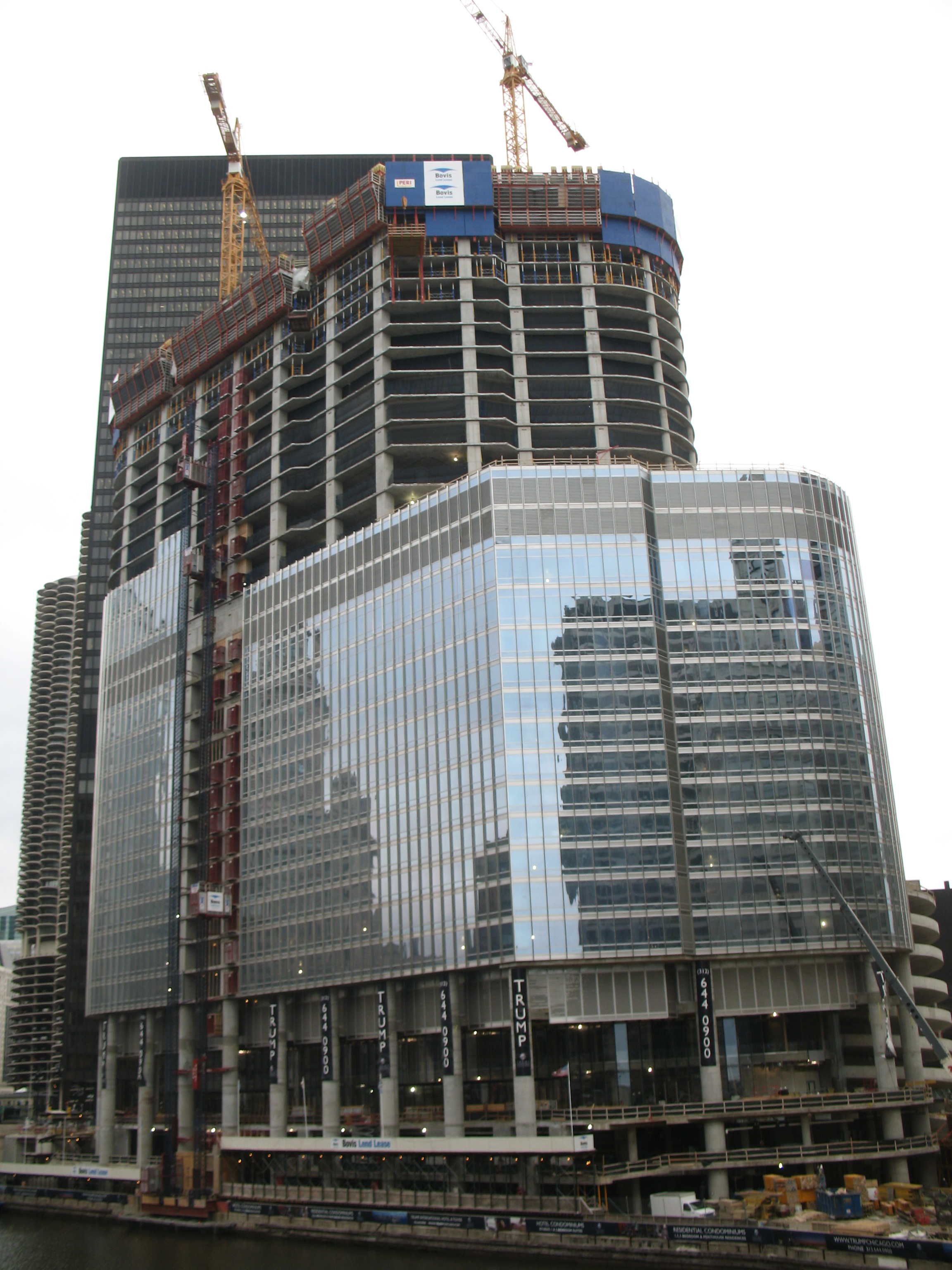
Март 2007
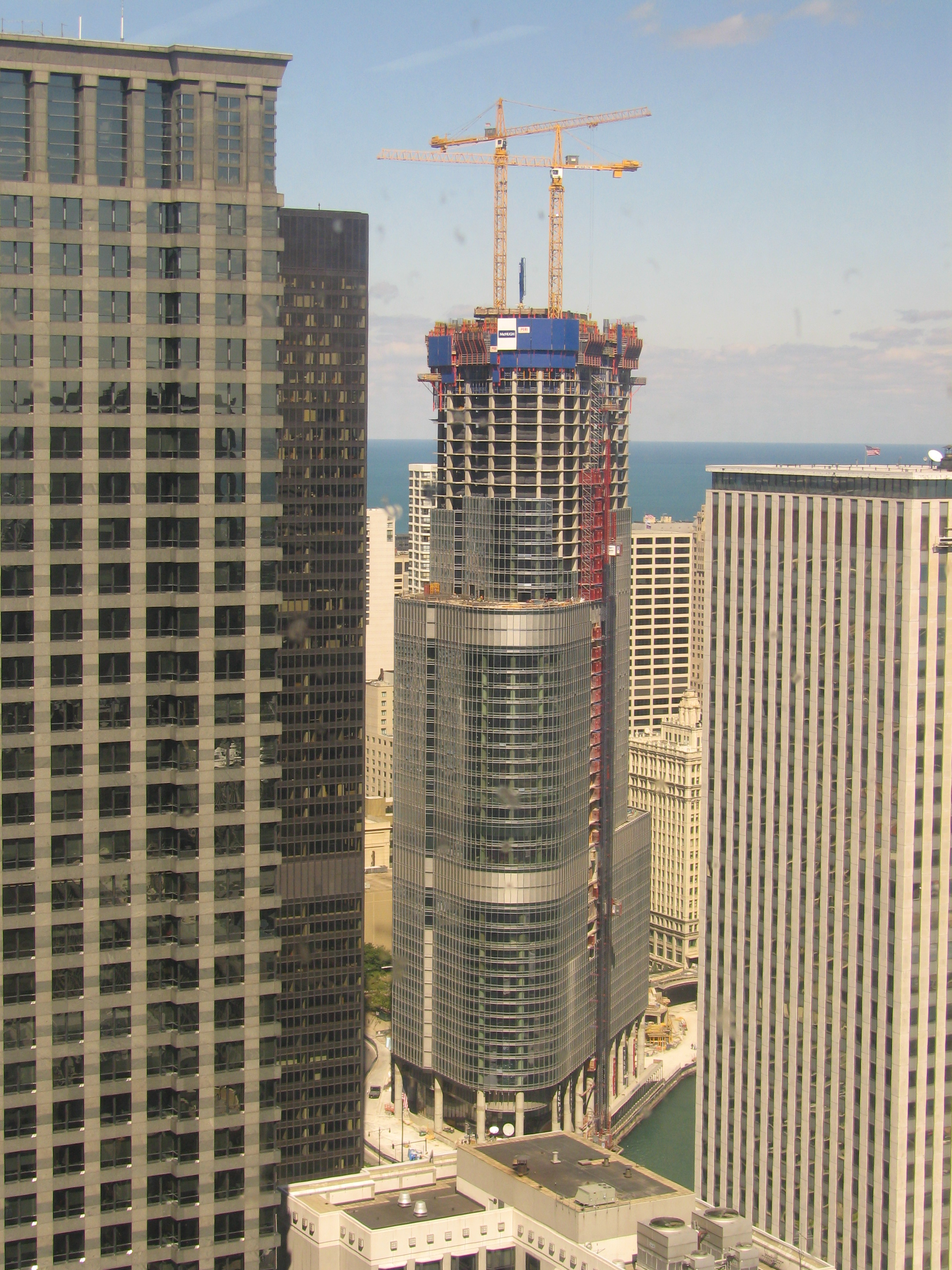
Сентябрь 2007
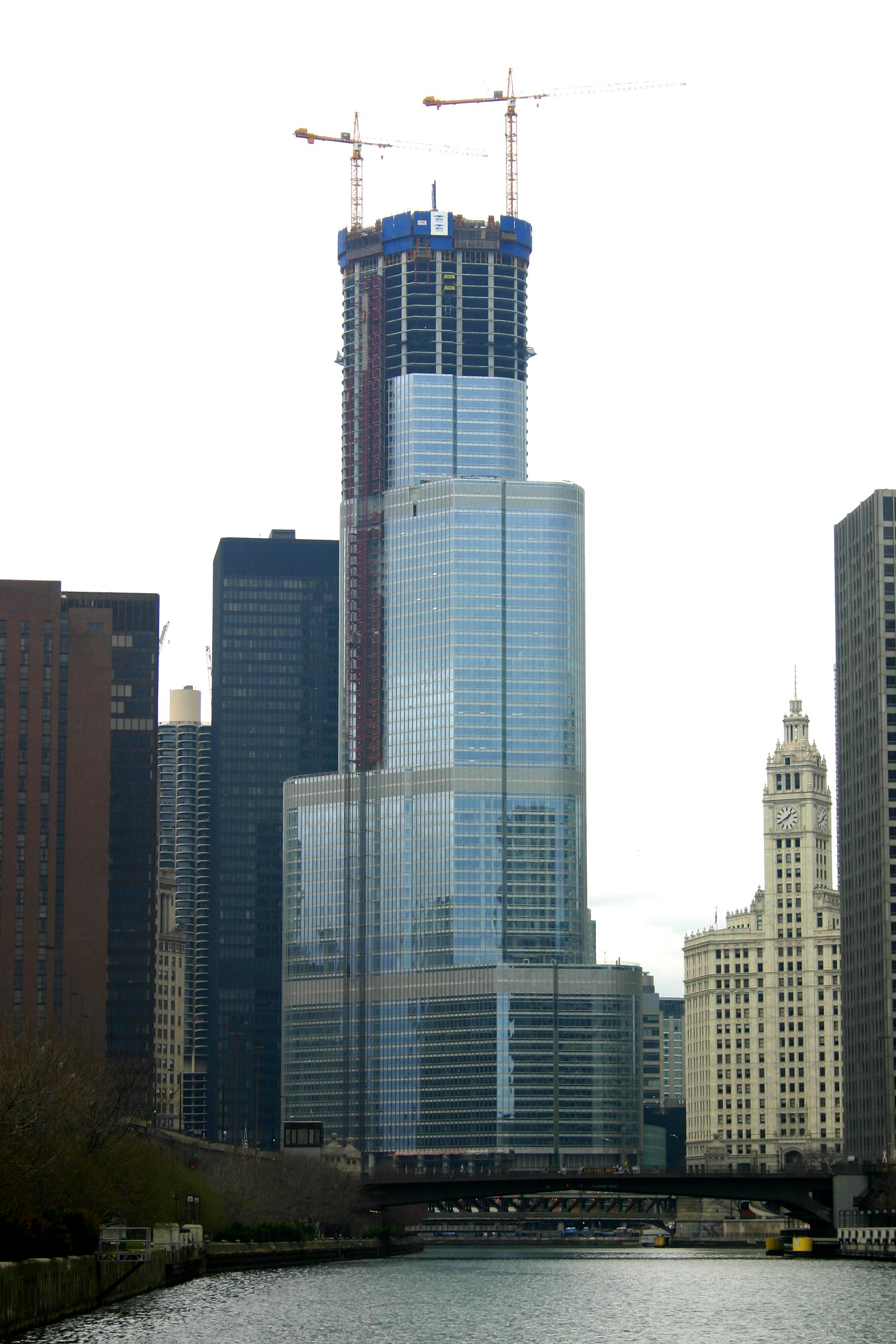
Апрель 2008
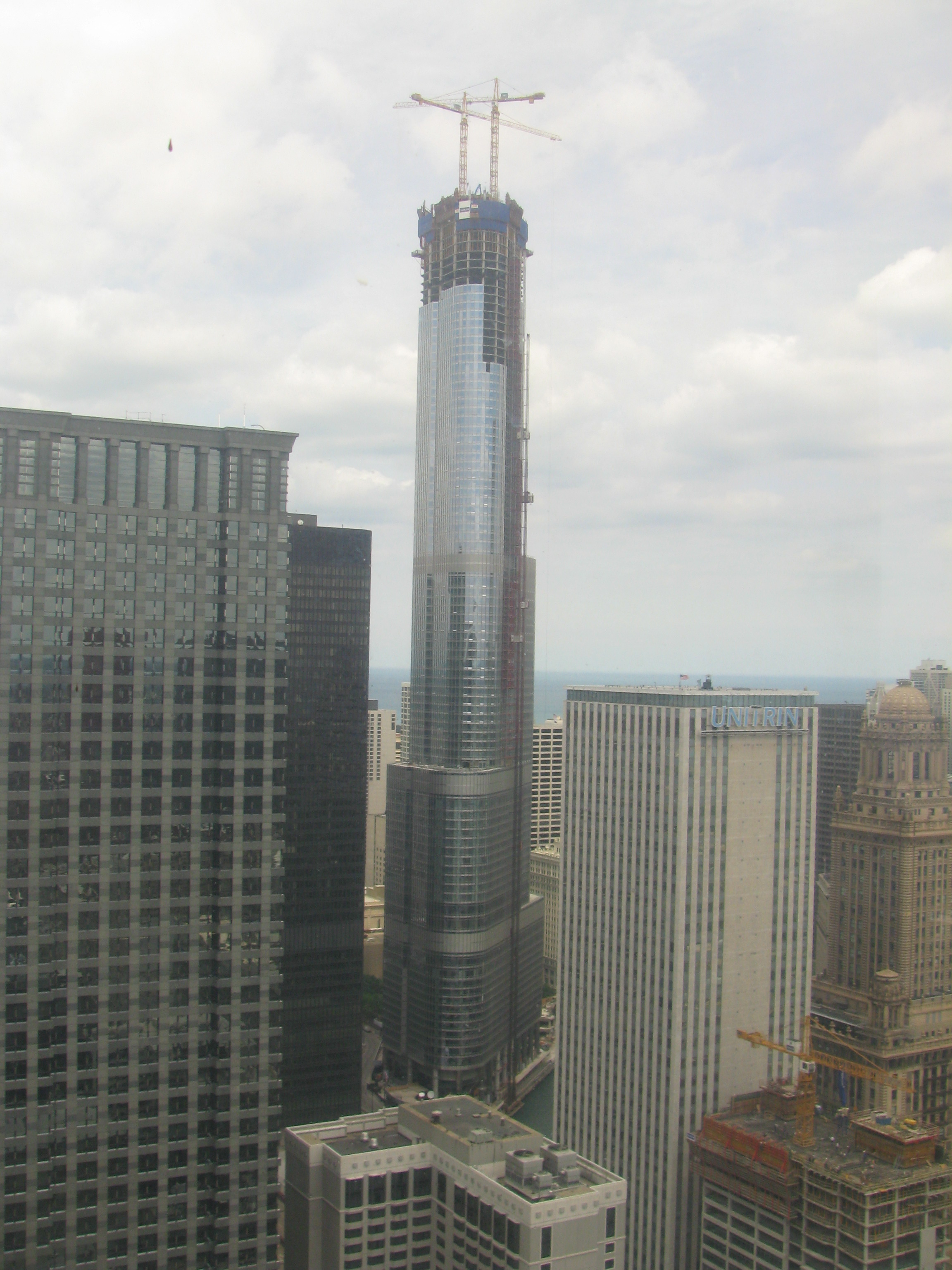
Июль 2008
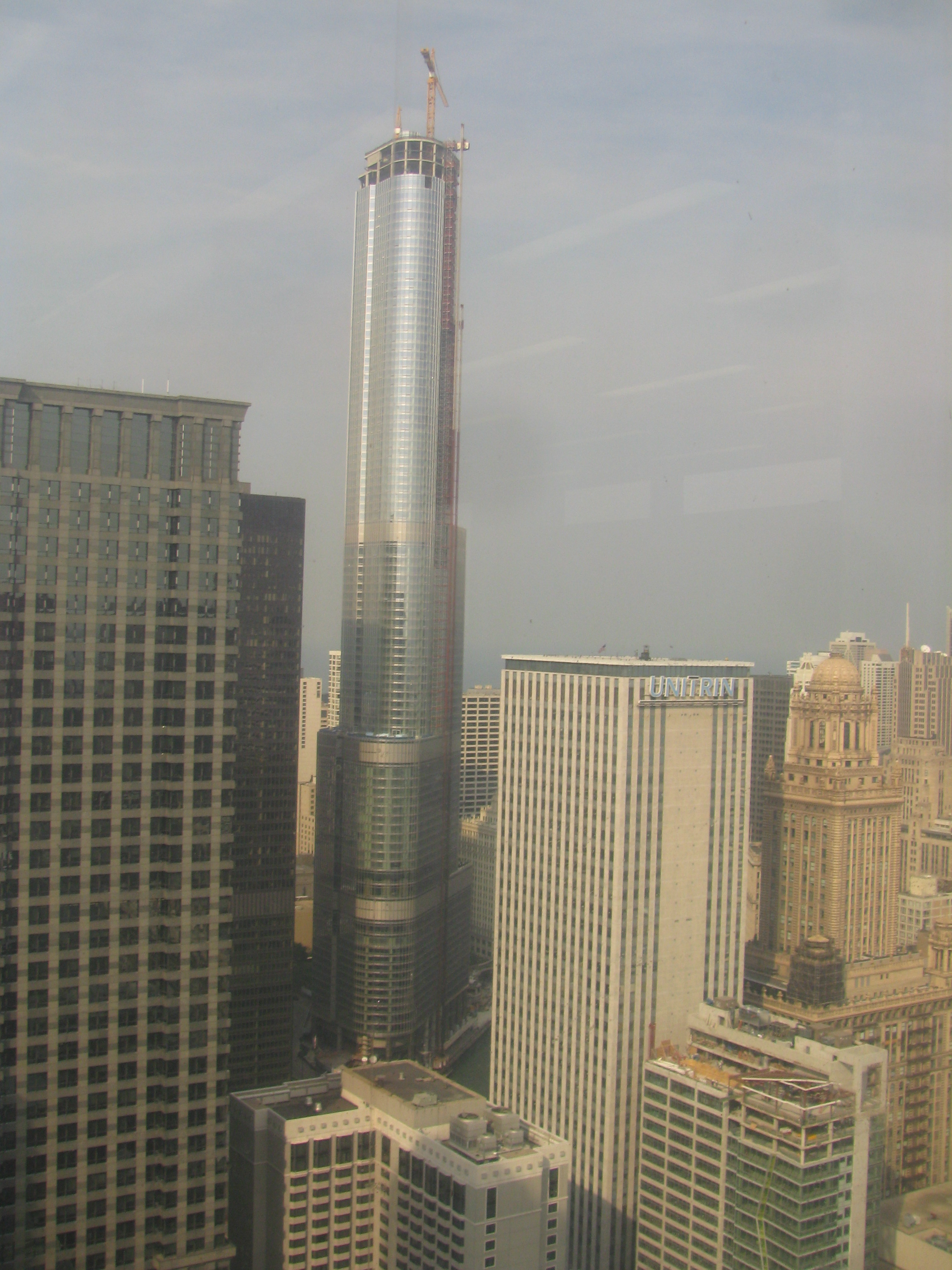
Октябрь 2008
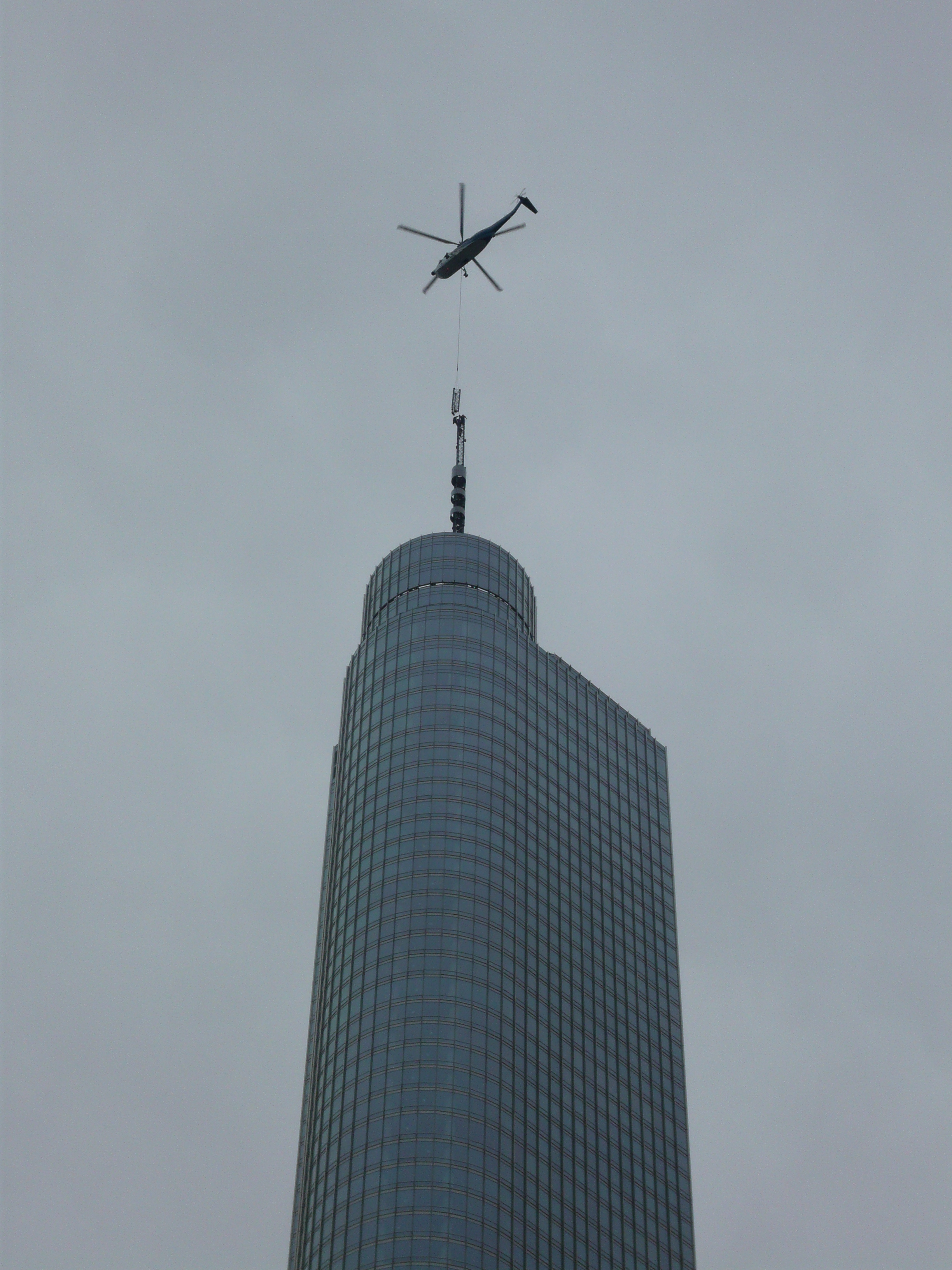
Размещение антенны в начале 2009 года
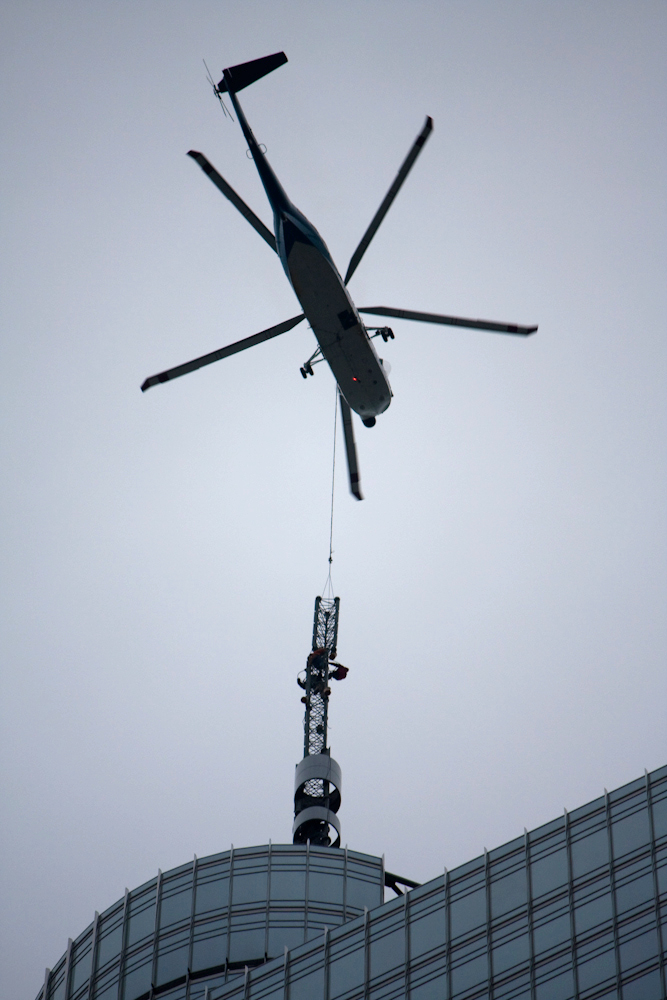
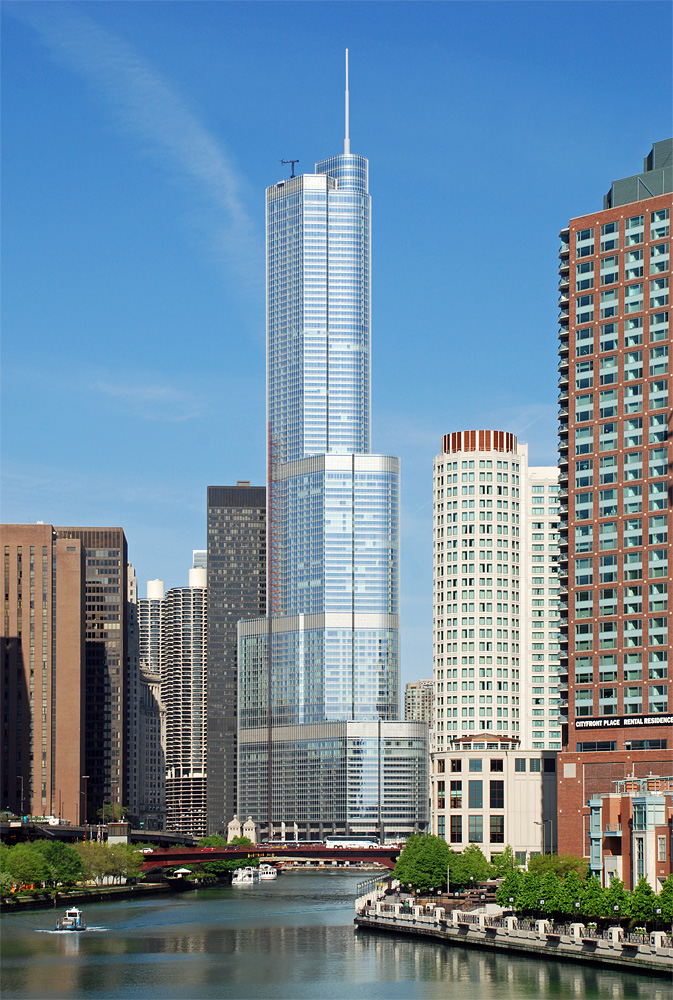
завершено
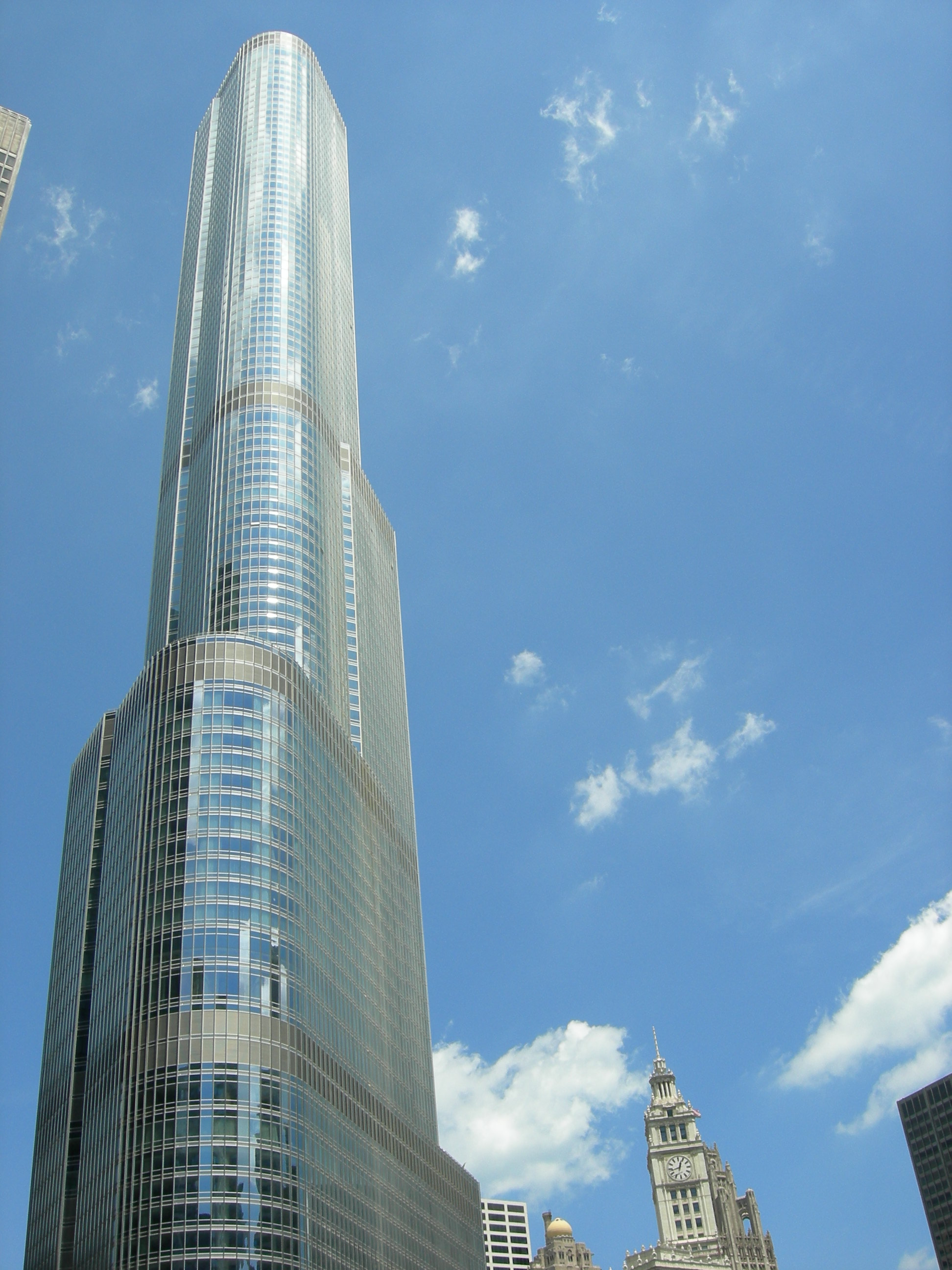
Июнь 2009
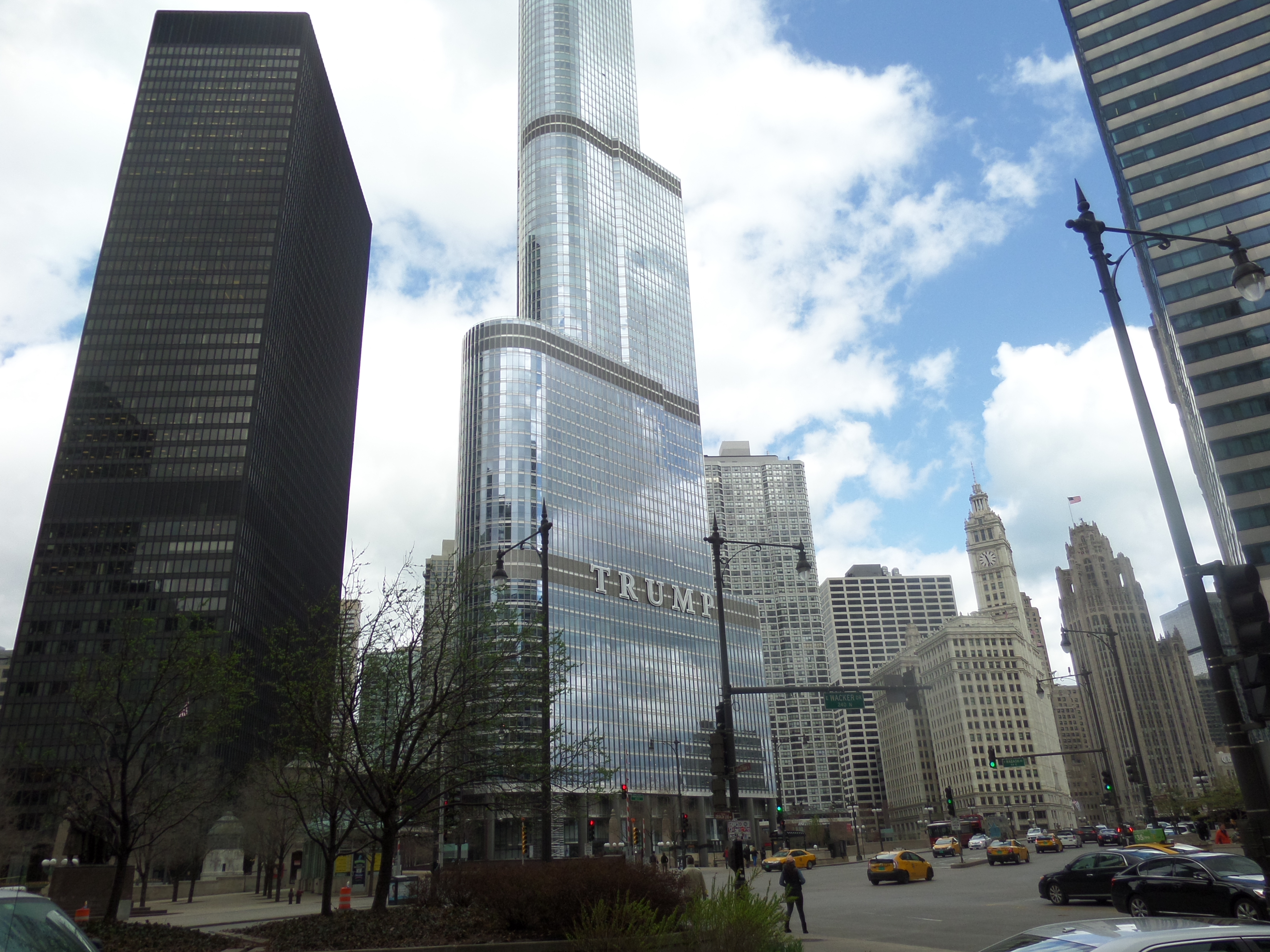
Апрель 2015